# European Go Federation
La European Go Federation (EGF, "Federazione europea di go") è un'organizzazione senza scopo di lucro che ha l'obiettivo di incoraggiare, regolamentare, coordinare e diffondere il gioco del Go in Europa. L'adesione è aperta agli enti organizzatori del go a livello nazionale per ogni paese all'interno o vicino all'Europa; attualmente ne fanno parte 37 membri.
L'EGF fu fondata nel 1957, lo stesso anno in cui si svolse il primo European Go Congress (EGC), a Cuxhaven, in Germania; l'EGF ha poi organizzato annualmente questo congresso in diversi paesi europei, e disputando al suo interno il Campionato europeo di go e l'Annual General Meeting (AGM, "riunione generale annuale") della federazione.
Nel 2014, l'EGF ha istituito il sistema professionistico europeo ("European Professional System").

## Struttura
L'EGF elegge un Comitato esecutivo che supervisiona una serie di commissioni incaricate delle normali attività nel periodo che intercorre tra le assemblee generali.
L'EGF Academy è un progetto per far studiare i giovani europei più promettenti sotto istruttori europei e professionisti cinesi.

## Tornei
I principali tornei europei non sono soggetti alla supervisione del comitato esecutivo, ma sono coordinati direttamente dalla stessa FEG. Alcuni di questi tornei maggiori fanno parte della Coppa Europa.
I tornei organizzati dall'EGF sono:
- Campionato europeo di go
- Campionato europeo di go per professionisti
- Lega pro europea di go
- Qualificazioni pro europee di go
- European Grand Prix
- European Grand Slam
- Campionato europeo di go a squadre
- Campionato europeo di go femminile
- Campionato europeo di go studentesco
- Campionati europei di go giovanili

Una lista ufficiale di valutazione europea viene mantenuta elaborando i risultati del maggior numero possibile di tornei europei.
L'EGF è membro della International Go Federation.

## Lista dei Paesi membri
Armenia, Austria, Bielorussia, Belgio, Bosnia, Bulgaria, Croazia, Cipro, Repubblica Ceca, Danimarca, Finlandia, Francia, Germania, Georgia, Ungheria, Islanda, Irlanda, Israele, Italia, Kazakistan, Lituania, Lussemburgo, Paesi Bassi, Norvegia, Polonia, Portogallo, Romania, Russia, Serbia, Slovacchia, Slovenia, Spagna, Svezia, Svizzera, Turchia, Ucraina, Regno Unito.
Grecia e Sud Africa sono federazioni che hanno la posizione di osservatore; la federazione azera e quella lettone sono uscite dall'EGF.

## Giocatori professionisti dell'EGF
L'EGF ha istituito un sistema per promuovere e far competere giocatori professionisti europei. I giocatori promossi all'interno di questo sistema sono:
- 2014:  Pavol Lisy e  Ali Jabarin[3]
- 2015:  Mateusz Surma e  Il'ja Šikšin[7]
- 2016:  Artem Kačanovs'kyj[8]
- 2017:  Andrii Kravets[9]
- 2019:  Tanguy Le Calvé[10]
- 2021:  Stanisław Frejlak[11]
- 2023:  Jan Simara[12]
- 2025:  Benjamin Dréan-Guénaïzia[13]

A seguito dei risultati conseguiti in competizioni europee e internazionali, i professionisti europei hanno attualmente i seguenti gradi e GoR:
|    | Nome                     | Grado | GoR  |
| -- | ------------------------ | ----- | ---- |
| 1  | Il'ja Šikšin             | 4p    | 2830 |
| 2  | Artem Kačanovs'kyj       | 3p    | 2754 |
| 3  | Mateusz Surma            | 3p    | 2753 |
| 4  | Pavol Lisy               | 2p    | 2751 |
| 5  | Andrii Kravets           | 2p    | 2722 |
| 6  | Stanisław Frejlak        | 1p    | 2716 |
| 7  | Ali Jabarin              | 2p    | 2693 |
| 9  | Tanguy Le Calvé          | 1p    | 2671 |
| 8  | Benjamin Dréan-Guénaïzia | 1p    | 2671 |
| 10 | Jan Simara               | 1p    | 2661 |

Alcuni giocatori professionisti hanno cittadinanza europea o risiedono in Europa, o giocano stabilmente in tornei europei, ma non sono professionisti dell'EGF:
- Guo Juan 5p (Cina)
- Catalin Taranu 5p (Nihon Ki-in, Giappone)
- Yoon Young Sun 5p (Corea del Sud)
- Aleksandr Dinerštejn 3p (Corea del Sud)
- Svetlana Šikšina 3p (Corea del Sud)
- Fan Hui 2p (Cina)
- Diána Kőszegi 1p (Corea del Sud)
- Marija Zacharčenko 1p (Corea del Sud)
- Antti Törmänen 1p (Nihon Ki-in, Giappone)
- Li Ting 1p (Kansai Ki-in, Giappone)